# Parafia Matki Bożej Rokitniańskiej w Kostrzynie nad Odrą
Parafia Matki Bożej Rokitniańskiej – jedna z dwóch rzymskokatolickich parafii w mieście Kostrzyn nad Odrą, należąca do dekanatu Kostrzyn diecezji zielonogórsko-gorzowskiej, metropolii szczecińsko-kamieńskiej, erygowana 1 września 1991 roku. Mieści się przy ulicy Jana Pawła II.